# Dushman
Dushman è un film del 1998 diretto da Tanuja Chandra.